# Dag Wirén
Dag Wirén   (Nora, 18 d'octubre de 1905 - Danderyd, 19 d'abril de 1986) va ser un compositor suec.

## Biografia
Wirén va néixer a Striberg prop de Nora. El seu pare tenia una fàbrica de persianes enrotllables i hi havia diverses activitats musicals a la casa familiar; va prendre classes de piano, va ser estudiant a l'escola Karolinska d'Örebro i tocava el bombo i la celesta a l'orquestra de la ciutat.
Wirén estudià al conservatori d'Estocolm entre 1926 i 1931, període durant el qual entrà en contacte amb música de totes les èpoques; l’audició de l’oratori Le Roi David d’Arthur Honegger l’any 1927 fou una experiència significativa.
El 1932 guanyà una beca estatal i emprà els diners per continuar els estudis a París, on visqué del 1931 al 1934. Allà estudià composició amb el compositor rus Leonid Sabanéiev, tot i que més endavant afirmà que l’assistència constant a concerts influí més decisivament en la seva obra. A París conegué Ígor Stravinski (i també el seu compatriota Gösta Nystroem) i entrà en contacte amb la música de Stravinski, Serguei Prokófiev i els compositors francesos del grup Les Six.
L’any 1934, Wirén es traslladà a Estocolm amb la seva esposa, la violoncel·lista irlandesa Noel Franks, a qui havia conegut a París; la seva filla, Annika, nasqué el 1947. El 1937, la parella s’instal·là definitivament a Danderyd, al nord d’Estocolm. A més de compondre, durant la dècada de 1930 Wirén tocava sovint el seu instrument principal, el piano, a la ràdio sueca; també es dedicà intensament a la música de cambra durant les dècades de 1930 i 1940. Tot i que dirigí una gravació de la seva Sinfonietta, odiava dirigir. Fou crític musical al Svenska Morgonbladet del 1938 al 1946, i el 1947 esdevingué vicepresident de la Societat de Compositors Suecs. A partir de 1948, passava els estius a l’illa de Björkö, a l’arxipèlag d’Estocolm. Formà part del consell directiu de l’Òpera Reial Sueca del 1962 al 1971. El seu ballet per a la televisió Den elaka drottningen (La reina malvada) guanyà el Prix Italia l’any 1960. També escrigué la música per a la cançó que representà Suècia al Festival d’Eurovisió de 1965, Annorstädes vals (Amic absent), interpretada per Ingvar Wixell. Es retirà de la composició el 1970, comentant: «Cal saber aturar-se a temps, mentre encara es té temps per aturar-se a temps.»
Morí a Danderyd el 19 d’abril de 1986.